# Chilham
Chilham ist ein Dorf und eine Gemeinde (Civil Parish) in Kent im Südosten Englands.
Das Dorf mit kleinen Cottages, Fachwerkhäusern und einem kleinen Dorfplatz liegt knapp 10 km südlich von Canterbury. Der Landschaftspark von Chilham Castle wurde 1777 von Lancelot „Capability“ Brown angelegt.
Bei Chilham liegt Julliberrie’s Grave, ein Long-Barrow, ein für Ostengland typischer Erdhügel.
In Chilham befand sich zwischen der zweiten Jahreshälfte 1939 und dem März 1940 eine Dependance der Bunce Court School aus dem benachbarten Otterden.